# Мосты через Москву
Это список мостов через реку Москву, в порядке от истока к устью.

## От истока до границы Москвы
| Название                               | Фото | Тип                               | Что пересекает             | Дата сооружения              |
| -------------------------------------- | ---- | --------------------------------- | -------------------------- | ---------------------------- |
| Мост в Сычиках                         |      | железнодорожный                   | Смоленское направление МЖД |                              |
| Мост в деревне Дровнино                |      | автомобильный                     |                            |                              |
| Мост в деревне Дурыкино                |      | автомобильный                     |                            |                              |
| Мост в деревне Пышково                 |      | автомобильный                     |                            |                              |
| Мост в деревне (бывшей) Дурово         |      | автомобильный                     |                            |                              |
| Мост в деревне Чернево                 |      | автомобильный                     |                            |                              |
| Мост в деревне Новопокров              |      | пешеходный                        |                            |                              |
| Мост в деревне Глядково                |      | автомобильный                     |                            |                              |
| Можайская ГЭС                          |      | автомобильный                     |                            |                              |
| Старый мост в посёлке МИЗ              |      | пешеходный (бывший автомобильный) |                            |                              |
| Новый мост в посёлке МИЗ               |      | автомобильный                     |                            |                              |
| Исавицкий мост                         |      | пешеходный                        |                            |                              |
| Ильинский мост (Можайск)               |      | автомобильный                     |                            |                              |
| Игумновский мост                       |      | пешеходный                        |                            |                              |
| Холдеевский мост                       |      | пешеходный                        |                            |                              |
| Мост в посёлке Кожино                  |      | пешеходный                        |                            |                              |
| Мост в деревне Тимофеево               |      | автомобильный                     |                            |                              |
| Мосты в Старой Рузе                    |      | автомобильные                     | А108                       |                              |
| Мост в деревне Хрущёво                 |      | железнодорожный                   |                            |                              |
| Мост в Марково                         |      | автомобильный                     |                            |                              |
| Мост между селами Марс и Марково       |      | пешеходный подвесной              |                            |                              |
| Мост между селами Ладыгино и Игнатьево |      | пешеходный подвесной              |                            |                              |
| Мост в Тучкове                         |      | автомобильный                     |                            |                              |
| Мост в Васильевском                    |      | пешеходный                        |                            |                              |
| Мост в селе Каринское                  |      | пешеходный                        |                            |                              |
| Железнодорожный мост в Звенигороде     |      | железнодорожный                   | Большое кольцо МЖД         |                              |
| Автомобильный мост в Звенигороде       |      | автомобильный                     | Депутатская улица          |                              |
| Мост Малого Московского кольца         |      | автомобильный                     | А107 А113                  |                              |
| Успенский мост                         |      | автомобильный                     |                            |                              |
| Мост в Ильинском                       |      | автомобильный                     | Ильинский подъезд          | 1956, реконструирован в 2011 |
| Мост дороги Уборы — Успенское          |      | пешеходный                        | Дорога Уборы — Успенское   |                              |
| Плотина в Петрово-Дальнем              |      | пешеходный, бывшая плотина        |                            |                              |
| Мост Новорижского шоссе                |      | автомобильный                     | М9                         | 1996                         |
| Павшинский мост                        |      | пешеходный                        |                            | 2014                         |
| Митинский метромост                    |      | метромост                         | Арбатско-Покровская линия  | 2009                         |

## В границах Москвы
В данном разделе информация — о мостах через реку Москву в границах города Москвы. О всех мостах в Москве (не только через Москву-реку) см. статью Мосты Москвы.
| Название                                    | Фото | Тип                       | Что пересекает                                                    | Дата открытия                   |
| ------------------------------------------- | ---- | ------------------------- | ----------------------------------------------------------------- | ------------------------------- |
| Спасские мосты                              |      | автомобильный             | МКАД                                                              | 1962, 1997                      |
| Строгинский мост                            |      | автомобильный, трамвайный | Строгинское шоссе/Новощукинская улица                             | 1980                            |
| Хорошёвский мост                            |      | автомобильный             | Таманская улица                                                   | 1937                            |
| Живописный мост                             |      | автомобильный             | Проспект Маршала Жукова                                           | 2007                            |
| Крылатский мост                             |      | автомобильный             | Улица Нижние Мнёвники/Крылатская улица                            | 1983, 2018                      |
| Новый Карамышевский мост                    |      | автомобильный             | Улица Нижние Мнёвники                                             | 2019                            |
| Карамышевский мост                          |      | автомобильный             | Улица Нижние Мнёвники                                             | 1937                            |
| Филёвский мост                              |      | автомобильный             | улица Мясищева, Новозаводская улица.                              | 2024                            |
| Мост Академика Королёва строится            |      | автомобильный             | Береговой проезд, Шелепиха.                                       | Ожидается сентябрь-октябрь 2025 |
| Шелепихинский мост                          |      | автомобильный             | Большая Филёвская улица/Шмитовский проезд                         | 1965                            |
| Белорусский мост                            |      | железнодорожный           | Смоленское направление МЖД                                        | 2015, 2020 (на месте старого)   |
| Дорогомиловский железнодорожный мост        |      | железнодорожный           | МК МЖД                                                            | 1907                            |
| Дорогомиловский автодорожный мост           |      | автомобильный             | ТТК                                                               | 2000                            |
| Мост Багратион                              |      | пешеходный                |                                                                   | 1997                            |
| Новоарбатский мост                          |      | автомобильный             | Кутузовский проспект/Новый Арбат                                  | 1957                            |
| Смоленский метромост                        |      | метромост                 | Филёвская линия                                                   | 1937                            |
| Бородинский мост                            |      | автомобильный             | Большая Дорогомиловская улица/Смоленская улица                    | 1912                            |
| Мост Богдана Хмельницкого                   |      | пешеходный                |                                                                   | 2001                            |
| Лужнецкий (Новый Краснолужский) мост        |      | железнодорожный           | МК МЖД                                                            | 2001 (на месте старого)         |
| Бережковский мост                           |      | автомобильный             | ТТК                                                               | 1998                            |
| Лужнецкий метромост                         |      | метромост, автомобильный  | Сокольническая линия, проспект Вернадского/Комсомольский проспект | 1958                            |
| Андреевский автодорожный мост               |      | автомобильный             | ТТК                                                               | 2000                            |
| Андреевский железнодорожный мост            |      | железнодорожный           | МК МЖД                                                            | 2000 (на месте старого)         |
| Пушкинский мост                             |      | пешеходный                |                                                                   | 1999                            |
| Крымский мост                               |      | автомобильный             | Садовое кольцо                                                    | 1938                            |
| Патриарший мост                             |      | пешеходный                |                                                                   | 2004                            |
| Большой Каменный мост                       |      | автомобильный             | Улица Большая Полянка/Боровицкая площадь                          | 1938                            |
| Большой Москворецкий мост                   |      | автомобильный             | Улица Большая Ордынка/улица Варварка                              | 1938                            |
| Большой Устьинский мост                     |      | автомобильный, трамвайный | Садовнический проезд/Устьинский проезд                            | 1938                            |
| Большой Краснохолмский мост                 |      | автомобильный             | Садовое кольцо                                                    | 1938                            |
| Новоспасский мост                           |      | автомобильный, трамвайный | Кожевническая улица/3-й Крутицкий переулок                        | 1911                            |
| Автозаводский мост                          |      | автомобильный             | ТТК                                                               | 1961                            |
| Даниловский мост                            |      | железнодорожный           | МК МЖД                                                            | 1907                            |
| Нагатинский метромост                       |      | метромост, автомобильный  | Замоскворецкая линия, Проспект Андропова                          | 1969                            |
| Автомобильный мост через затон Новинки      |      | автомобильный             | набережная Марка Шагала/проектируемый проезд № 4062               | 2023                            |
| Кожуховский мост                            |      | автомобильный             | 2-й Южнопортовый проезд                                           | 2019                            |
| Велопешеходный мост через Нагатинский затон |      | велопешеходный            | станция метро Нагатинский Затон/Корабельная улица                 | 2025                            |
| Сабуровский автодорожный мост               |      | автомобильный             | Юго-Восточная хорда                                               | 2023                            |
| Сабуровские железнодорожные мосты           |      | железнодорожные           | Курское направление МЖД                                           | 2006, 2009 (на месте старых)    |
| Братеевский мост                            |      | автомобильный             | Люблинская улица, Бесединское шоссе                               | 1989                            |
| Бесединские мосты                           |      | автомобильные             | МКАД                                                              | 1960, 1997                      |

## От границы Москвы до устья
| Название                                                  | Фото | Тип                                                                      | Что пересекает                      | Дата сооружения             |
| --------------------------------------------------------- | ---- | ------------------------------------------------------------------------ | ----------------------------------- | --------------------------- |
| мост в Лыткарино                                          |      | автомобильный                                                            | Южно-Лыткаринская автодорога        | 2025 (строится)             |
| Андреевская плотина                                       |      | плотина (до 2011 года был разрешён проход пешеходов)                     | дорога из Лыткарино в Андреевское   | 1878 (первоначальная)       |
| Заозёрский мост (Боровский мост)                          |      | автомобильный                                                            | М5                                  | 1955, 2021, 2024 (строится) |
| Мост трассы М5 Новорязанское шоссе                        |      | автомобильный                                                            | М5                                  | 2021                        |
| Жуковский мост                                            |      | автодорожный                                                             | дорога Посёлок Тельмана — Жуковский | 2011                        |
| Бронницкий мост (мост Малого Московского кольца)          |      | автомобильный                                                            | А107                                | 2013 (на месте старого)     |
| Мост ЦКАД (село Рыболово, Бронницы)                       |      | автомобильный                                                            | А113                                | 2020                        |
| Мосты Большого Московского кольца (Константиновский мост) |      | автомобильный                                                            | А108                                | 1988                        |
| Новлянский мост (Воскресенск)                             |      | автомобильный                                                            |                                     | 1954                        |
| Пешеходный мост в Воскресенске                            |      | пешеходный                                                               | Набережная и Новлянская улицы       | 1977, 1988                  |
| Неверовский мост                                          |      | железнодорожный (до 2000-х годов был совмещён с автомобильным движением) | Большое кольцо МЖД                  | 1938                        |
| Афанасьевский мост                                        |      | автомобильный                                                            | Дорога Воскресенск — Ачкасово       | 1961, 2021                  |
| Мост дороги Пески — Черкизово                             |      | автомобильный разводной понтонный                                        | Дорога Пески — Черкизово            | ?                           |
| Мост Новорязанского шоссе                                 |      | автомобильный                                                            | М5                                  | 1994, 2005                  |
| Бобренёвский мост                                         |      | пешеходный разводной понтонный                                           | по оси трассы Р115                  | 2012 (на месте старого)     |
| Мост Рязанского направления МЖД                           |      | железнодорожный                                                          | Рязанское направление МЖД           | 2001 (на месте старого)     |
| Митяевский (Парфентьевский) мост                          |      | автомобильный разводной понтонный                                        | Дорога Коломна — Парфентьево        | 2014 (на месте старого)     |
| Голутвинский мост                                         |      | пешеходный разводной понтонный                                           | Из Коломны в Сергиевское            | 2007                        |